# Seria GP2 – Monaco 2011
Runda GP2 na torze Monaco – trzecia runda mistrzostw serii GP2 w sezonie 2011.

## Wyniki

### Główny wyścig

#### Wyścig
Źródło: Wyprzedź Mnie!
| P                 | + / –     | Nr | Kierowca            | Konstruktor             | Okr. | Czas / Strata | Komentarz |
| ----------------- | --------- | -- | ------------------- | ----------------------- | ---- | ------------- | --------- |
| 1                 | 1         | 27 | Davide Valsecchi    | Team Air Asia           | 41   | 1h00m23,957   |           |
| 2                 | 1         | 8  | Álvaro Parente      | Racing Engineering      | 41   | +0:01,471     |           |
| 3                 | 8         | 17 | Luca Filippi        | Super Nova Racing       | 41   | +0:02,199     |           |
| 4                 | 22        | 11 | Romain Grosjean     | DAMS                    | 41   | +0:04,219     |           |
| 5                 | 1         | 21 | Stefano Coletti     | Trident Racing          | 41   | +0:14,023     |           |
| 6                 | 1         | 14 | Josef Král          | Arden International     | 41   | +0:14,467     |           |
| 7                 | Bez zmian | 24 | Max Chilton         | Carlin                  | 41   | +0:16,071     |           |
| 8                 | 4         | 3  | Charles Pic         | Barwa Addax Team        | 41   | +0:19,524     |           |
| 9                 | 5         | 1  | Fabio Leimer        | Rapax Team              | 41   | +0:19,934     |           |
| 10                | 13        | 22 | Kevin Mirocha       | Ocean Racing Technology | 41   | +0:26,692     |           |
| 11                | 10        | 19 | Kevin Ceccon        | Scuderia Coloni         | 41   | +0:27,315     |           |
| 12                | 3         | 6  | Esteban Gutiérrez   | Lotus ART               | 41   | +0:33,427     |           |
| 13                | 11        | 18 | Michael Herck       | Scuderia Coloni         | 41   | +0:44,243     |           |
| 14                | 1         | 25 | Oliver Turvey       | Carlin                  | 41   | +0:45,057     | [ 2 ]     |
| 15                | 7         | 16 | Fairuz Fauzy        | Super Nova Racing       | 40   | +1 okr.       |           |
| Niesklasyfikowani |           |    |                     |                         |      |               |           |
|                   |           | 2  | Julián Leal         | Rapax Team              | 35   |               |           |
|                   |           | 15 | Jolyon Palmer       | Arden International     | 33   |               |           |
|                   |           | 9  | Sam Bird            | iSport International    | 30   |               |           |
|                   |           | 10 | Marcus Ericsson     | iSport International    | 30   |               |           |
|                   |           | 4  | Giedo van der Garde | Barwa Addax Team        | 22   |               |           |
|                   |           | 7  | Dani Clos           | Racing Engineering      | 21   |               |           |
|                   |           | 20 | Rodolfo González    | Trident Racing          | 19   |               |           |
|                   |           | 26 | Luiz Razia          | Team Air Asia           | 19   |               |           |
|                   |           | 23 | Johnny Cecotto Jr.  | Ocean Racing Technology | 17   |               |           |
|                   |           | 5  | Jules Bianchi       | Lotus ART               | 11   |               |           |
|                   |           | 12 | Pål Varhaug         | DAMS                    | 10   |               |           |
| P                 | + / –     | Nr | Kierowca            | Konstruktor             | Okr. | Czas / Strata | Komentarz |

#### Najszybsze okrążenie
| Nr | Kierowca         | Konstruktor   | Czas     | Okr. |
| -- | ---------------- | ------------- | -------- | ---- |
| 27 | Davide Valsecchi | Team Air Asia | 1:23,011 | 40   |

### Sprint

#### Wyścig
Źródło: Wyprzedź Mnie!
| P                 | + / –     | Nr | Kierowca            | Konstruktor             | Okr. | Czas / Strata | Komentarz |
| ----------------- | --------- | -- | ------------------- | ----------------------- | ---- | ------------- | --------- |
| 1                 | Bez zmian | 3  | Charles Pic         | Barwa Addax Team        | 30   | 45:50,498     |           |
| 2                 | 1         | 14 | Josef Král          | Arden International     | 30   | +0:03,332     |           |
| 3                 | 2         | 11 | Romain Grosjean     | DAMS                    | 30   | +0:03,885     |           |
| 4                 | 2         | 17 | Luca Filippi        | Super Nova Racing       | 30   | +0:14,587     |           |
| 5                 | 3         | 27 | Davide Valsecchi    | Team Air Asia           | 30   | +0:27,072     |           |
| 6                 | 4         | 24 | Max Chilton         | Carlin                  | 30   | +0:29,626     |           |
| 7                 | 2         | 1  | Fabio Leimer        | Rapax Team              | 30   | +0:29,846     |           |
| 8                 | 6         | 25 | Oliver Turvey       | Carlin                  | 30   | +0:30,372     |           |
| 9                 | 10        | 4  | Giedo van der Garde | Barwa Addax Team        | 30   | +0:30,859     |           |
| 10                | 5         | 16 | Fairuz Fauzy        | Super Nova Racing       | 30   | +0:31,585     |           |
| 11                | 6         | 15 | Jolyon Palmer       | Arden International     | 30   | +0:32,317     |           |
| 12                | 1         | 19 | Kevin Ceccon        | Scuderia Coloni         | 30   | +0:32,790     |           |
| 13                | 4         | 9  | Sam Bird            | iSport International    | 30   | +0:33,147     |           |
| 14                | 9         | 20 | Rodolfo González    | Trident Racing          | 30   | +0:38,695     |           |
| 15                | 2         | 18 | Michael Herck       | Scuderia Coloni         | 30   | +0:40,518     |           |
| 16                | 9         | 8  | Álvaro Parente      | Racing Engineering      | 30   | +0:40,687     |           |
| 17                | 8         | 23 | Johnny Cecotto Jr.  | Ocean Racing Technology | 30   | +0:41,131     |           |
| 18                | 3         | 7  | Dani Clos           | Racing Engineering      | 30   | +0:42,611     |           |
| 19                | 6         | 5  | Jules Bianchi       | Lotus ART               | 30   | +0:51,544     |           |
| 20                | 2         | 26 | Luiz Razia          | Team Air Asia           | 29   | +1 okr.       |           |
| 21                | 5         | 12 | Pål Varhaug         | DAMS                    | 29   | +1 okr.       |           |
| Niesklasyfikowani |           |    |                     |                         |      |               |           |
|                   |           | 21 | Stefano Coletti     | Trident Racing          | 20   |               |           |
|                   |           | 10 | Marcus Ericsson     | iSport International    | 8    |               |           |
|                   |           | 2  | Julián Leal         | Rapax Team              | 3    |               |           |
|                   |           | 22 | Kevin Mirocha       | Ocean Racing Technology | 2    |               |           |
|                   |           | 6  | Esteban Gutiérrez   | Lotus ART               | 0    |               |           |
| P                 | + / –     | Nr | Kierowca            | Konstruktor             | Okr. | Czas / Strata | Komentarz |

#### Najszybsze okrążenie
| Nr | Kierowca | Konstruktor          | Czas     | Okr. |
| -- | -------- | -------------------- | -------- | ---- |
| 9  | Sam Bird | iSport International | 1:22,713 | 24   |

#### Premia za najszybsze okrążenie w TOP 10
| Nr | Kierowca        | Konstruktor | Czas     | Okr. |
| -- | --------------- | ----------- | -------- | ---- |
| 11 | Romain Grosjean | DAMS        | 1:22,754 | 23   |

### Lista startowa
| Team                    | Nr | Kierowca            |
| ----------------------- | -- | ------------------- |
| Rapax Team              | 1  | Fabio Leimer        |
| Rapax Team              | 2  | Julián Leal         |
| Barwa Addax Team        | 3  | Charles Pic         |
| Barwa Addax Team        | 4  | Giedo van der Garde |
| Lotus ART               | 5  | Jules Bianchi       |
| Lotus ART               | 6  | Esteban Gutiérrez   |
| Racing Engineering      | 7  | Dani Clos           |
| Racing Engineering      | 8  | Álvaro Parente      |
| iSport International    | 9  | Sam Bird            |
| iSport International    | 10 | Marcus Ericsson     |
| DAMS                    | 11 | Romain Grosjean     |
| DAMS                    | 12 | Pål Varhaug         |
| Arden International     | 14 | Josef Král          |
| Arden International     | 15 | Jolyon Palmer       |
| Super Nova Racing       | 16 | Fairuz Fauzy        |
| Super Nova Racing       | 17 | Luca Filippi        |
| Scuderia Coloni         | 18 | Michael Herck       |
| Scuderia Coloni         | 19 | Kevin Ceccon        |
| Trident Racing          | 20 | Rodolfo González    |
| Trident Racing          | 21 | Stefano Coletti     |
| Ocean Racing Technology | 22 | Kevin Mirocha       |
| Ocean Racing Technology | 23 | Johnny Cecotto Jr.  |
| Carlin                  | 24 | Max Chilton         |
| Carlin                  | 25 | Oliver Turvey       |
| Team Air Asia           | 26 | Luiz Razia          |
| Team Air Asia           | 27 | Davide Valsecchi    |